# 4X

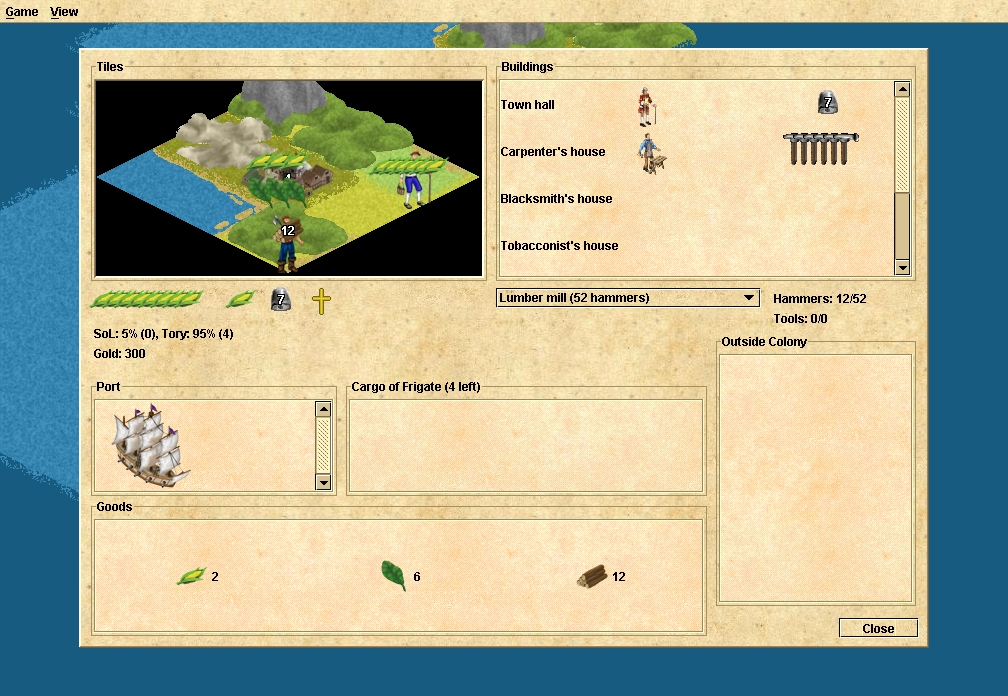
FreeCol

Los juegos 4X (abreviatura de explora, expande, explota y extermina, y este del inglés explore, expand, exploit, exterminate) o de construcción de imperios son un subgénero de juegos de mesa y de computadora basados en estrategia, e incluye títulos de por turnos y en tiempo real. El juego implica la construcción de un imperio, haciendo hincapié en el desarrollo económico y tecnológico, así como en una serie de rutas no militares hacia la supremacía.
Los primeros juegos 4X tomaron prestadas ideas de juegos de mesa y juegos de computadora basados en texto de la década de 1970. Los primeros juegos de computadora 4X se basaban en turnos, pero los juegos 4X en tiempo real son comunes. Muchos juegos de computadora 4X se publicaron a mediados de la década de 1990, pero luego se vendieron más que otros tipos de juegos de estrategia. Civilization de Sid Meier es un ejemplo importante de esta era formativa y popularizó el nivel de detalle que luego se convirtió en un elemento básico del género. En el nuevo milenio, varios lanzamientos de 4X se han convertido en un éxito comercial y crítico.
En el dominio de los juegos de mesa (y cartas), 4X es menos de un género distinto, en parte debido a las limitaciones prácticas de los componentes y el tiempo de juego. El juego de mesa Civilization que dio origen al juego de computadora Civilization de Sid Meier, por ejemplo, no incluye ni exploración ni exterminio. A menos que el exterminio esté dirigido a entidades que no son jugadores, tiende a ser casi imposible (debido a los mecanismos de equilibrio del juego, ya que la eliminación del jugador generalmente se considera una característica indeseable) o ciertamente inalcanzable (porque las condiciones de victoria se activan antes de que se pueda completar el exterminio) en juegos de mesa.

## Temáticas
Los videojuegos de construcción de imperios pueden ser de diversas ambientaciones, hay estereotipos muy usados como serían los de la época medieval y clásica. En general se rigen por sistemas políticos, económicos y militares humanos, aunque sean de ciencia ficción. Los temas más habituales son los siguientes (aunque puede haber de más tipos):

### Historia
Se centra periodos históricos de la humanidad, la gran mayoría pretenden tener cierto rigor histórico (dentro de lo posible).
Hay juegos que abarcan un periodo determinado, como los  Hearts of Iron y Hegemony, o también los hay que intentan contener todo el abanico de periodos posible como  Civilization.
Principalmente suelen englobar al jugador en una facción humana determinada, el caso de Total War (por ejemplo Roma o Japón), a diferencia de otros temas que suelen englobar la humanidad como una facción única jugable.
Entre los años 1995 - 2005 hubo un gran número de videojuegos centrados en este tema.

### Ciencia ficción
Una de las categorías 4X con más videojuegos. Aunque en algunos casos se juega en un único planeta (Sid Meier Alpha Centauri) lo normal es que el imperio abarque varios sistemas solares, pudiendo distinguirse o no varios planetas por sistema. El más importante es el Master of Orion 1 y 2, entre otros está VGA Planets que es veterano del género. Algunos juegos destacables son Stars!, Emperor of the Fading Suns, Space Empires, Ascendancy, GalCiv, Imperium Galactica (uno de los pocos en tiempo real pausable), Stellaris, EVE Online. Conceptos como diseño de naves y bombardeos planetarios son comunes en estos juegos.

### Fantasía
Imperios en mundos de magia, con toques de videojuegos de rol (héroes que suben de nivel y ganan atributos). Master of Magic se considera el videojuego más importante de este género. Algunos clásicos incluyen King's Bounty y Warlords. Otros videojuegos muy conocidos son las sagas Disciples, Age of Wonders, Dominions, Crowfall, Conan Exiles.
Por su parte, el World of Warcraft: Warlords of Draenor (esencialmente un juego MMORPG), permite al jugador construir su propio bastión en Draenor y expandirlo por el territorio.

## Ejemplos de videojuegos 4X

### Videojuegos 4X históricos
- Serie Civilization (1991-2025)
- Colonization (1994)
- Freeciv (1998 - 2015)
- Serie Total War (2000 - 2019)
- 0 A.D. (Desde el año 2000)
- Serie Europa Universalis (2001-2013)
- Serie Hearts of Iron (2002-2016)
- FreeCol (2003 - 2015)
- Anno (1998 - 2015)
- Serie Hegemony (2010-2017)

### Videojuegos 4X de ciencia ficción
- Anacreon (1988)
- Reach for the Stars (1988)
- VGA Planets (1992)
- Master of Orion I-III (1993-2003)
- Space Empires I-V (1993-2006)
- Ascendancy (1995)
- Alpha Centauri (1999)
- Galactic Civilizations I-IV (2003 - 2022)
- EVE Online (2003-actualidad)
- Sins of a solar empire (2008)
- Galaxy Life (2011)
- Endless Space (2012)
- Galaxy Life: Pocket Adventures (2014)
- Stellaris (2016)
- Age of Wonders III (2014)

### Videojuegos 4X de fantasía
- Master of Magic (1994)
- Age of Wonders I, II, SM (1999-2003)
- Dominions I-III (2002-2006)
- Elemental: War of Magic (2010)
- Ys Strategy (2006)
- Endless Legend (2014)
- Total War: Warhammer (2016)

- Datos: Q603555
- Multimedia: 4X video games / Q603555